# Shinonome (destroyer, 1927)
Pour les autres navires du même nom, voir Shinonome (destroyer).
Pour les articles homonymes, voir Shinonome.
Le Shinonome (東雲) était un destroyer de classe Fubuki en service dans la Marine impériale japonaise pendant la Seconde Guerre mondiale.

## Historique

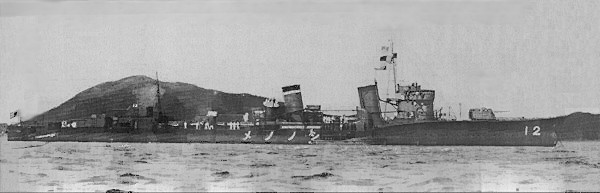
Le Shinonome (date inconnue).

À sa mise en service, le Shinonome rejoint la 11e division de destroyers de la 2e Flotte. Au cours de la seconde guerre sino-japonaise, il patrouille au large des côtes du sud de la Chine, et participe à l'invasion de l'Indochine française en 1940.
Au moment de l'attaque sur Pearl Harbor, le Shinonome est attribué à la 12e division de destroyers (3e escadre de destroyers) de la 1re Flotte, déployé du district naval de Kure. Du 4 au 12 décembre 1941, le Shinonome couvre le débarquement des troupes japonaises à Kota Bharu, en Malaisie.
Le 16 décembre, il couvre les débarquements japonais au cours l'opération "B", l'invasion du Bornéo britannique. Le Shinonome est coulé le 17 décembre 1941, après avoir été touché par deux bombes larguées d'un hydravion à coque Dornier Do 24 X-32, du groupe d'aviation navale néerlandaise GVT-7. Le destroyer explose et coule avec la totalité de son équipage au large de Miri (royaume de Sarawak), à la position géographique approximative de
4° 24′ N, 114° 00′ E.
Il est rayé des listes de la marine le 15 janvier 1942.
Une équipe de chercheurs est à la recherche des restes de l'épave depuis 2004.